# Willem Pauwels
Willem Pauwels (* 1910 in Saint-Gilles/Sint-Gillis bei Brüssel; † 28. Juni 2005 in Brüssel, Belgien) war ein belgischer Künstler.
Er nannte sich Wilchar und wurde 1943 als Mitarbeiter der verbotenen Zeitschrift Art et Liberté von den deutschen Besatzern verhaftet. Bekannt wurde er mit 32 Gouachen über die Lebensumstände der Opfer des Nationalsozialismus im KZ Fort Breendonk, die er nach seiner Befreiung 1945 schuf.
Seit den 1940er Jahren gehörte er zu den bekanntesten Künstlern Belgiens und erarbeitete ein besonders gesellschaftskritisches Œuvre. Er gab u. a. auch die Zeitschriften Peint à la main und L’Impertinent heraus.